# Prokop Kumpošt
Brig. gen. Prokop Kumpošt (18. července 1894 Hněvkovice – 22. dubna 1959 Rataje nad Sázavou) byl československý legionář, generál a důstojník československé armády v zahraničí během druhé světové války.

## Život

### Před první světovou válkou
Prokop Kumpošt se narodil 18. července 1894 v Hněvkovicích na Havlíčkobrodsku v rodině učitele Josefa Kumpošta. Mezi lety 1909 a 1913 studoval na učitelském ústavu v Kutné Hoře, poté působil jako učitel.

### První světová válka
Dne 26. října 1914 nastoupil Prokop Kumpošt prezenční vojenskou službu v Kutné Hoře, v rámci které absolvoval školu pro důstojníky v záloze. Trpěl zdravotními problémy a proto byl na italskou frontu odeslán až k 1. květnu 1916. Zde působil jako velitel čety a byl postupně povyšován až do hodnosti kadeta aspiranta. Dne 24. května 1917 byl u vesnice Hudi Log těžce raněn do hlavy a padl do zajetí. Po vyléčení pobýval v zajateckých táborech. Do československých legií vstoupil 5. května 1918. Zařazen byl jako velitel čety 33. československého střeleckého pluku, v bojové činnosti byl ale silně limitován starým zraněním, kvůli kterému absolvoval tři reoperace. Od 1. října 1918 působil jako pobočník velitele československého depositu ve Folignu a to do 1. srpna 1919. Dosáhl hodnosti nadporučíka.

### Mezi světovými válkami
K 1. srpnu 1919 nastoupil Prokop Kumpošt službu u československé vojenské mise v Římě jako konceptní důstojník. Dne 20. srpna 1920 se vrátil do Prahy, aby po absolvování informačního kurzu u Ministerstva národní obrany nastoupil jako historicky první československý vojenský atašé v Rumunsku. Během své služby zde vystudoval Vysokou školu válečnou v Bukurešti. Zpět do Československa se vrátil v listopadu 1924, následně sloužil na velitelství 11. pěší divize v Košicích. Od června 1926 do září 1933 byl zařazen jako referent studijní skupiny 2. oddělení hlavního štábu v Praze. Absolvoval několik zdokonalovacích kurzů, v roce 1930 byl na zkušené u vyšších jednotek jugoslávské armády. Od září 1933 do září 1934 působil jako velitel praporu u pěšího pluku 29 v Jindřichově Hradci, poté opět u hlavního štábu v Praze a to do 30. dubna 1937. K tomuto datu se stal vojenským atašé ve Varšavě. Dosáhl hodnosti plukovníka.

### Druhá světová válka

#### Polsko
Po německé okupaci v březnu 1939 se Prokop Kumpošt odmítl vrátit do nově zřízeného Protektorátu Čechy a Morava a proto na něj 22. srpna 1939 vydal Lidový soud v Berlíně zatykač. Prokop Kumpošt se mezitím ve Varšavě zapojil do vyjednávání s polskou stranou o vzniku československých zahraničních jednotek na území Polska. Přes jeho osobu procházely veškeré protokoly československých dobrovolníků do těchto jednotek se hlásících. Spolupracoval s londýnským exilem jakož i vedením Obrany národa v Praze. Byl zapojen i do odbojové organizace Drak vzniklé v Polsku a provádějící sabotážní akce na území protektorátu. Po vypuknutí druhé světové války se po zjištění, že se situace pro Polsko nevyvíjí dobře, připojil se svými spolupracovníky k příslušníkům polského hlavního štábu a 17. září 1939 přešel do Rumunska.

#### Rumunsko
V Rumunsku se stal Prokop Kumpošt zástupcem plk. Heliodora Píky, který zde působil jako nejvyšší představitel československého zahraničního odboje. Prováděli zpravodajskou činnost a pomáhali zajišťovat přesun proudu dobrovolníků prchajících z protektorátu k československé armádě v zahraničí. Politická situace v Rumunsku, která začínala mít proněmecký směr jim začala situaci komplikovat. Dne 11. října 1940 byl zatčeni příslušníky Železné gardy, ale na zásah Iona Antonesca byli propuštěni a 14. října zem opustili a to pouhý den před vstupem německé armády na území Rumunska.

#### Turecko
Prokop Kumpošt společně Heliodorem Píkou a dalšími československými důstojníky pokračovali ve své činnosti v Turecku. Navázali zde spolupráci s britskou a sovětskou zpravodajskou službou, po Píkově odjezdu do Moskvy se Prokop Kumpošt stal náčelníkem československé vojenské mise v Istanbulu. V této funkci působil do 29. března 1942, kdy musel urychleně Turecko opustit kvůli zradě šifranta Vasila Roznijčuka, díky které byl dekonspirován.

#### Střední východ
Po přesunu do Káhiry byl Prokop Kumpošt v dubnu 1942 ustanoven styčným důstojníkem u britského vrchního velitelství pro Střední východ. Dne 1. listopadu téhož roku byl přeřazen na post náčelníka štábu československé vojenské mise v Jeruzalémě, po její reorganizaci na Československý administrativní štáb pro Střední východ byl 1. prosince 1943 ustanoven jejím velitelem.

#### Závěr druhé světové války
Ke 13. září 1944 byl Prokop Kumpošt povolán do Londýna, aby se zde stal přednostou I. odboru Ministerstva národní obrany. V březnu 1945 se přesunul do Košic a začal tuto funkci vykonávat na postupně osvobozovaných územích Československa. Do Prahy se vrátil 14. května téhož roku.

### Po druhé světové válce
Funkci přednosty I. odboru Ministerstva národní obrany vykonával Prokop Kumpošt až do 31. října 1946. K 1. červnu 1945 byl povýšen do hodnosti brigádního generála. Od 1. listopadu 1946 do 30. listopadu 1947 byl ustanoven velitelem 15. divize v Kolíně, poté do 15. března 1948 zatímním posádkovým velitelem Velké Prahy a poté předsedou odvolacího kárného výboru. K 1. srpnu 1949 byl komunistickou mocí přeložen do výslužby, následně nuceně vystěhován z Prahy do Ratají nad Sázavou a v roce 1950 degradován na vojína. Pracoval jako noční hlídač v Zásmukách, kam byl nucen z Ratají dojíždět. Zemřel náhle dne 22. dubna 1959 v budově pošty v Ratajích nad Sázavou na infarkt myokardu. Rehabilitován byl až po roce 1989 a v roce 1991 mu byla vrácena hodnost brigádního generála. Pohřben je ve Zbraslavicích.

## Vyznamenání
- Československá revoluční medaile
- Československá medaile Vítězství
- Medaglia della Guerra 1915−1918
- Pamětní mediale italského sjednocení
- Československý válečný kříž 1939
- Československá medaile za zásluhy I. st.
- Pamětní medaile československé armády v zahraničí
- Řád čestné legie III. tř.
- Croix de guerre avec palme
- Africká hvězda
- Hvězda 1939–1945
- Řád jugoslávské koruny IV. třídy
- Řád rumunské koruny 5. třídy
- Řád rumunské hvězdy V. třídy
- Řád Vasův
- Medaglia della Campagna
- Řád znovuzrozeného Polska